# HD 21402
HD 21402，又名BD+33 656，SAO 56475、HR 1041，是一颗恒星，视星等为5.61，位于銀經156.6，銀緯-18.61，其B1900.0坐标为赤經3h 22m 3.7s，赤緯+33° -18.61′ 40″。